# Нишке саке
Нишке саке су специјално направљена коњска кола са буретом намењена за снабдевање Нишлија пијаћом водом, која су коришћена у Нишу у 19. и с почетка 20. века.

## Етимологија
Према Глиши Елезовићу, сака је арапска реч и означава „буре или кола са буретом, мешину или коња са мешином у којима се вода носи“.

## Историјат водоснабдевања у Нишу
Поред копаних бунара, које је имала готово свака кућа у 19. веку у Нишу, због њихове загађености, вода за пиће се доносила и пила искључиво са јавних чесама у граду међу којима су биле најпознатије: „Донина чешма“, онда чешма на Арнаут пазару, чешма на Паша џамији, чешма куде чика Ридиса, „ч’ирска чешмаˮ и „пантелејска чешмаˮ. До ових чесама воду је доводио стари турски водовод. Вода је била доведена са околних брда нарочитим цевима од опеке. Но, како су те опеке биле старе често су прскале, те више пута није било воде на понекој од тих чесама. Оправке водовода вршене су споро и примитивно те се може рећи да је вода са њих увек била загађена. Такође због трошности и дотрајалости самог водовода, изворска вода се од извора до чесама мешала, са површинском водом и тако загађивала.
Како би се донекле разрешио проблем снабдевања Ниша пијаћом водом, градске власти су дале дозволу одређеном броју рабаџија да специјално направљеним коњским колима са буретом тзв. Нишким сакама, снабдевају пијаћом воодом грађане Ниша уз одређену надокнаду.
Нишке саке су тако постале претеча данашњих савремених камиона цистерни, којима се у одређеним ситуацијама несташице воде (великих врућина, елементарних непогода или квара на водоводу већих размера) снабдевају и данашње Нишлије.

## Изглед
Нишке саке су отприлике изгледа овако: на два точка причвршћено је повеће буре (запремине  3 — 4 акова или око 150 — 200 литара) које је одозго имало пошири отвор за пуњење, а позади јаку славину за точење. Саку је обично вукао један коњ. Испред бурета направљено је седиште за сакаџију, кочијаша, који је пунио саку и продавао воду.
Сакаџијски коњи који су били обично стари, неспособни за рад у пољу, билу су тако изучени да су сами знали пред коју кућу треба стати да би се продала вода.

## Намена
Секе су биле намењена за продавање воде грађанима Ниша. У зимским данима сакаџије су продавале воду једанпут, а у летњим месецима два пута дневно, ујутро и предвече.